# 一氧化氮合酶

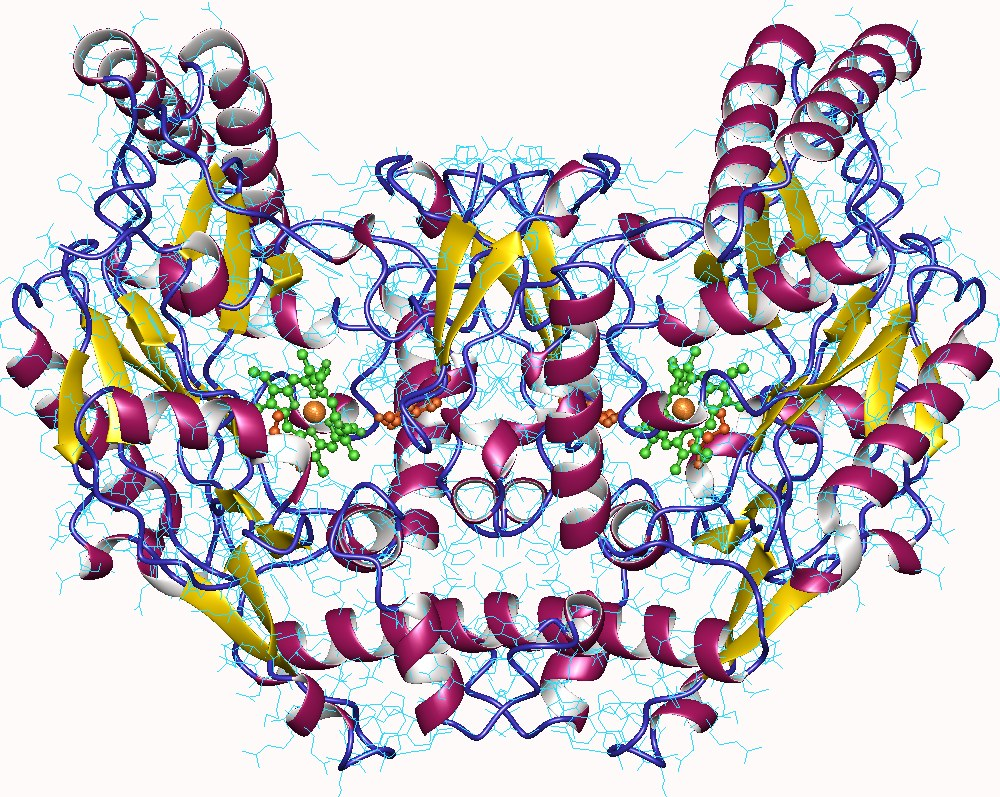
nitric-oxide synthase (fragment) dimer, Human.

一氧化氮合酶（縮寫NOS）是一組酶（EC1.14.13.39）的統稱。這種酶負責將精氨酸(arginine)中的氮原子，在氧氣（O2）及其他輔助因素包括烟酰胺腺嘌呤二核苷酸磷酸（NADPH）、黃素腺嘌呤二核苷酸（FAD）、黃素單核苷酸（FMN）、原血紅素及四氫生物蝶呤（BH4）的存在環境下，合成一氧化氮。

## 分類
一氧化氮合酶是由羅伯·佛契哥特（Robert F. Furchgott）於1980年在進行兔的大動脈實驗時所發現。從那時開始，不同種類的一氧化氮合酶被分類成以下的異構體：
- 神經型一氧化氮合酶（縮寫nNOS或NOS1）於中樞神經系統及周围神经系统的神經組織內產生一氧化氮，並且協助細胞通訊及與原生膜聯合。
- 誘導型一氧化氮合酶（縮寫iNOS或NOS2）利用一氧化氮的氧化应激（自由基），協助巨噬細胞在免疫系統中對抗病原體。它亦存在於心血管系統內。與建構型一氧化氮合酶不同，它只是在細胞受到刺激而被激活後才發揮功效，並且所生成的一氧化氮數量亦較多。
- 內皮型一氧化氮合酶（縮寫eNOS或NOS3）於血管內產生一氧化氮及協助調節血管功能，是與原生膜所包圍的細胞及與細胞內的高基氏體膜聯合。

最先被發現的一氧化氮合酶是在神經組織內，即神經型一氧化氮合酶，故稱為NOS1；而內皮型一氧化氮合酶則是第三種被發現的，故稱為NOS3。它們原被分類為「建構型一氧化氮合酶」（縮寫cNOS）及「受鈣離子調節」，但現時發現它們存在於不同種類的細胞，而建構性的特徵卻要在特定的生理環境下才會發生。

## 結構
以上三種異構體（每一種在作用上假設為一個同質複體）都有一個共通的羧基末端還原酶區，與細胞色素P450還原酶一致。另外，它們亦有一個共通含有原血紅素輔基的氨基末端加氧酶區，在中間連接著蛋白質及鈣調素結合區。這個結合就好似是一個分子的開關，容許電子由還原酶區的黃素輔基流動至原血紅素，這樣可以幫肋將O2及精氨酸轉化為一氧化氮及瓜氨酸。每一種異構體的加氧酶區亦包含一個BH4輔基，是有效產生一氧化氮的重要因素。與其他酶不同的是，BH4在其他酶中是還原當量的來源及由二氫生物蝶呤還原酶（EC1.5.1.33）來還原，但在一氧化氮合酶中BH4放出一顆電子使原血紅素所攜帶的O2活躍化後，回收電子以使一氧化氮得以釋出。
鈣離子在細胞內的生理濃度控制NOS1及NOS3與鈣調素的結合，因而展開由黃素往原血紅素的電子傳送。相反，縱然鈣離子在細胞內的活躍性降低，鈣調素仍會維持與不受鈣離子調節的NOS2（或稱NOS2）緊密的結合。
一氧化氮本身亦會控制NOS的活動。首先，已證實一氧化氮是對NOS3負反饋控制的重要角色，亦因而影響血管的內皮細胞功能。而NOS1及NOS2方面，在它們的原血紅素輔基中會形成亞硝酸亞鐵複合物，這個複合物會局部地在某些情形下使它們自我抑制。這個減低生成一氧化氮比率的步驟能幫助某些細胞中維持一定份量的精氨酸，在NOS2的誘導性作用上尤其重要。

## 功用
一氧化氮合酶會使精氨酸的胍基氮，透過Nω-羥基精氨酸（NOHLA）作為中介物，進行涉及5顆電子的氧化作用釋出一氧化氮。